# Штефан Кайль
Штефан Кайль (нім. Stefan Keil; 20 березня 1958, Регенсбург) — німецький дипломат. Генеральний консул Німеччини в Донецьку (Україна) (2019—2021).

## Життєпис
Народився 20 березня 1958 року в місті Регенсбург. У 1978 році отримав атестат про повну середню загальну освіту у Регенсбурзі. У 1978—1980 роках вивчав банківську справу у Регенсбурзі. У 1985 році отримав вищу юридичну освіту у Регенсбурзі та Лозанні. У 1985 році здав Перший державний іспит. У 1985—1988 роках вивчав правознавство у Регенсбурзі, Брюсселі та Ріо-де-Жанейро. У 1988 році здав Другий державний іспит.
У 1989—1990 рр. — проходив підготовку до роботи на посаді службовця вищої ланки Міністерства закордонних справ Німеччини.
У 1990—1991 рр. — Референт департаменту культури Міністерства закордонних справ Німеччини.
У 1991—1993 рр. — Постійний заступник Генерального консула та консул з консульсько-правових питань, економіки та преси Генерального консульства Німеччини в Карачі.
У 1993—1997 рр. — Референт делегації Німеччини при Конференції з роззброєння у Женеві.
У 1997—2000 рр. — Референт відділу особливих галузей міжнародного права в правовому департаменті Міністерства закордонних справ Німеччини.
У 2000—2004 рр. — Заступник керівника консульсько-правового департаменту Посольства Німеччини у РФ.
У 2004—2008 рр. — Заступник керівника відділу особливих галузей міжнародного права у правовому департаменті Міністерства закордонних справ Німеччини.
У 2008—2011 рр. — Керівник департаменту економіки Посольства Німеччини у Чехії (Прага).
У 2011—2015 рр. — Референт Постійного представництва Німеччини при ОЕСР (OECD) у Парижі.
У 2015—2019 рр. — Генеральний консул Німеччини у Єкатеринбурзі.
У 2019—2021 рр. — Генеральний консул Німеччини в українському місті Донецьк з тимчасовим офісом у Дніпрі.